# Erdőgazdaság

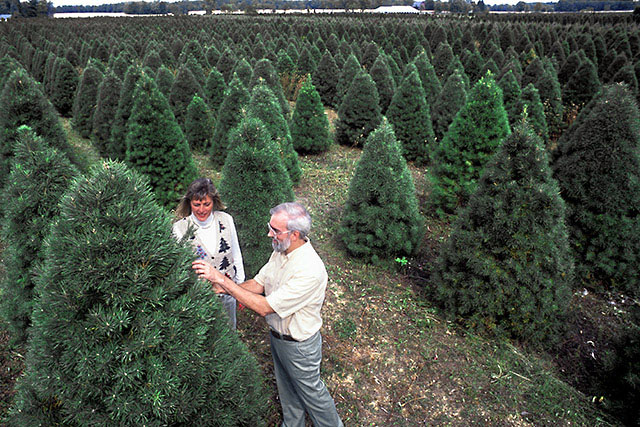
Fenyőfákkal foglalkozó erdőgazdaság, melyeket télen eladnak karácsonyfának

Az erdőgazdaság olyan gazdálkodási forma, mely erdei növények termesztésével (legtöbbször fákkal), vadállatok tenyésztésével (vadgazdálkodás), és azok hasznosításával foglalkozik. 

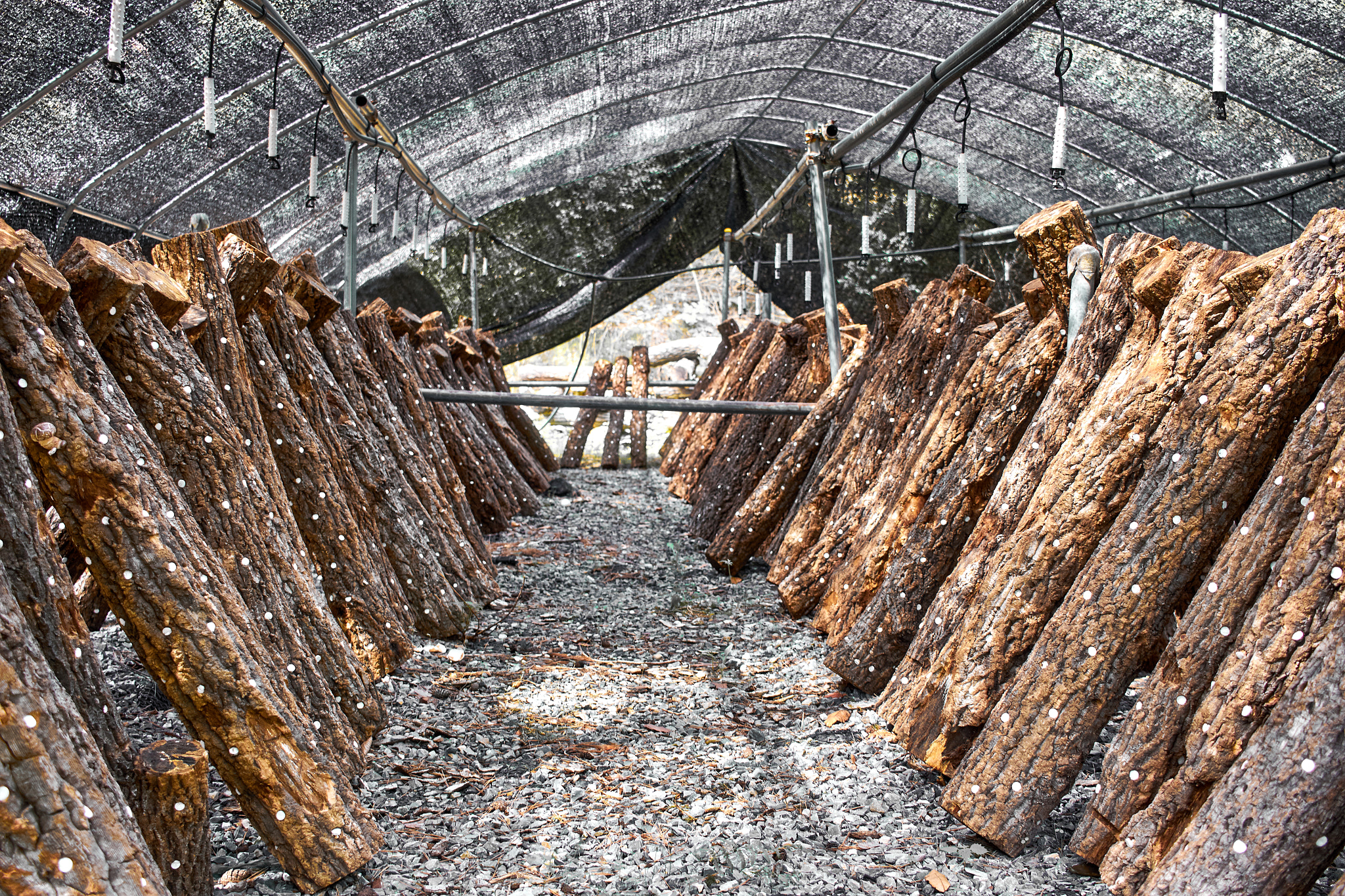
Gombafarm

## Növénytermesztés

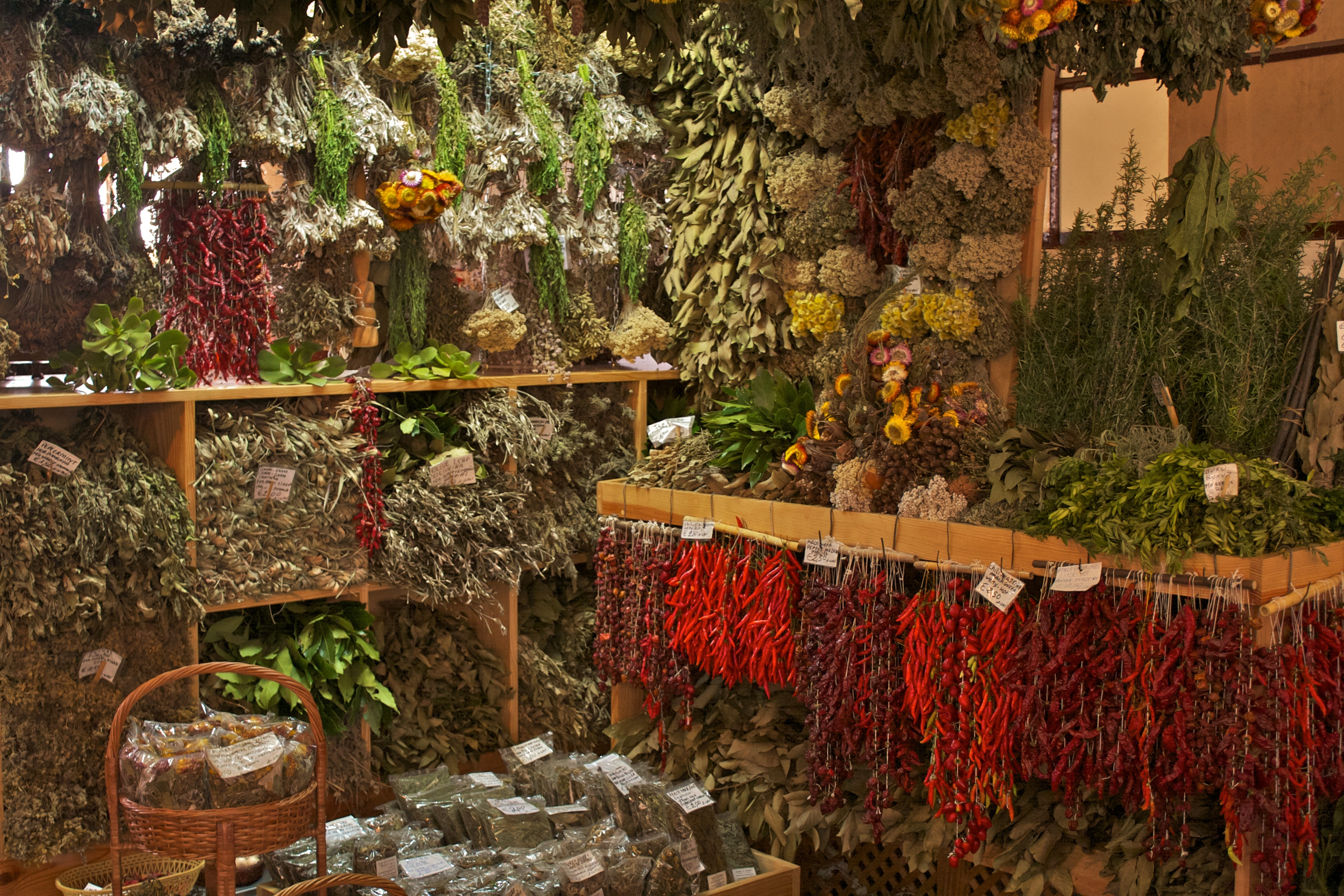
Szárított gyógynövények egy Mercado dos Lavradores-i boltban

Az erdőgazdaság a megművelt rendszerek széles skáláját foglalja magában, a növényeknek a faállvány aljnövényzetébe való bevezetésétől kezdve az erdőállványok módosításáig a meglévő üzemek piacképességének és fenntartható termelésének javítása érdekében.
Az erdőgazdaság a földművelésben a fák termesztésében játssza a legnagyobb szerepet, de gombákkal és gyógynövényekkel is foglalkozik. A fák közül a fenyőfák a legkelendőbbek, főleg karácsonykor, ezért e fák termesztése folyik leginkább az erdőgazdasági területeken. Az erdőgazdaság az ehető gombák, leginkább csiperkék szaporítására is kitér. Illetve az erdők földjeiben megélő szarvasgombák disznókkal való felkeresése is nagyon népszerű volt, de mára ez kissé elavult lett.
Az agrárerdészet olyan földgazdálkodási rendszer, amely ugyanazon a földterületen egyesíti a fákat a növényekkel vagy az állatállománnyal, vagy mindkettővel. A földtulajdonosok számára nyújtott előnyök növelésére, valamint az erdők integritásának és a környezeti egészségnek a fenntartására összpontosít. A gyakorlat magában foglalja a nem faipari erdészeti termékek vagy a réspiaci növények termesztését, amelyek közül néhány, mint például a ginzengek vagy a siitake gombák, magas piaci értékkel bírhat.

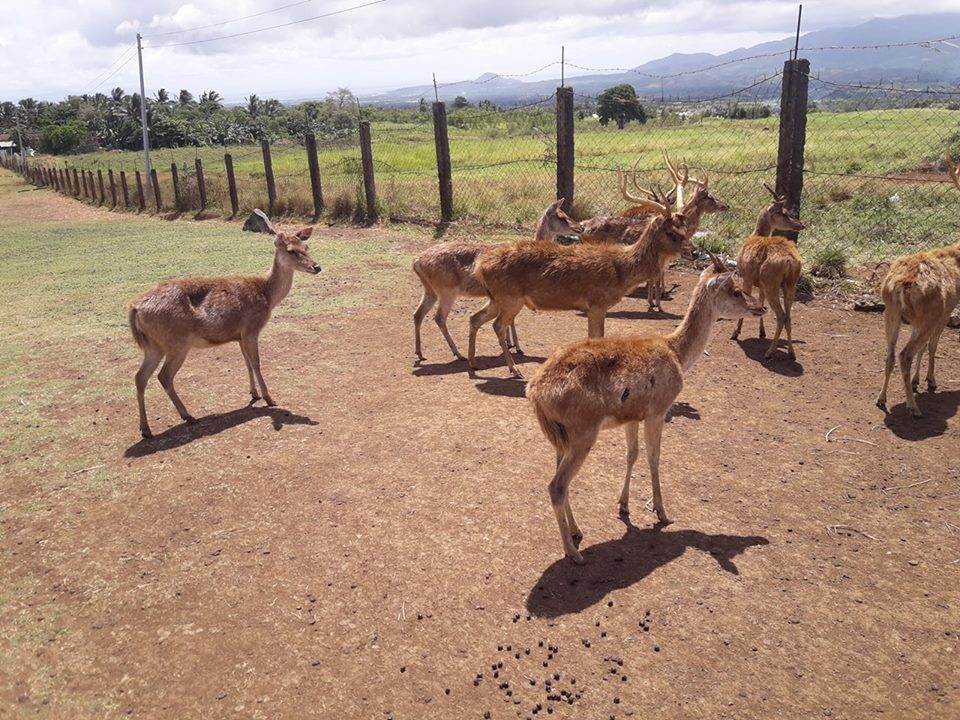
Őzek tenyésztése és hasznosítása egy erdőgazdasági farmon

A nem faerdős termékek (NTFP-k) a természetes, manipulált vagy zavart erdőkből és erdőszélekből kinyert növények, növényi részek, gombák és egyéb biológiai anyagok. A termékek jellemzően a következő kategóriákba tartoznak: ehető, gyógyászati és étrend-kiegészítők, virágos vagy dekoratív, illetve speciális faalapú termékek. A földtulajdonosoknak minden lehetőséget meg kell fontolniuk termékeik értékesítésére, beleértve a mezőgazdasági termelők piacait vagy az éttermeket, amelyek a helyben termesztett összetevőkre összpontosítanak.
Az erdőgazdálkodás kisvállalkozói lehetőség lehet a földtulajdonosok számára, és gondos tervezést igényel, beleértve az üzleti és marketingtervet is. A fejlesztési szakasznak tartalmaznia kell egy erdőgazdálkodási tervet, amely meghatározza a földtulajdonos célkitűzéseit és az erőforrás-leltárt. Az indulási költségeket elemezni kell, mivel a termék betakarításához vagy feldolgozásához speciális felszerelésre lehet szükség, míg más növények minimális kezdeti beruházást igényelnek. 

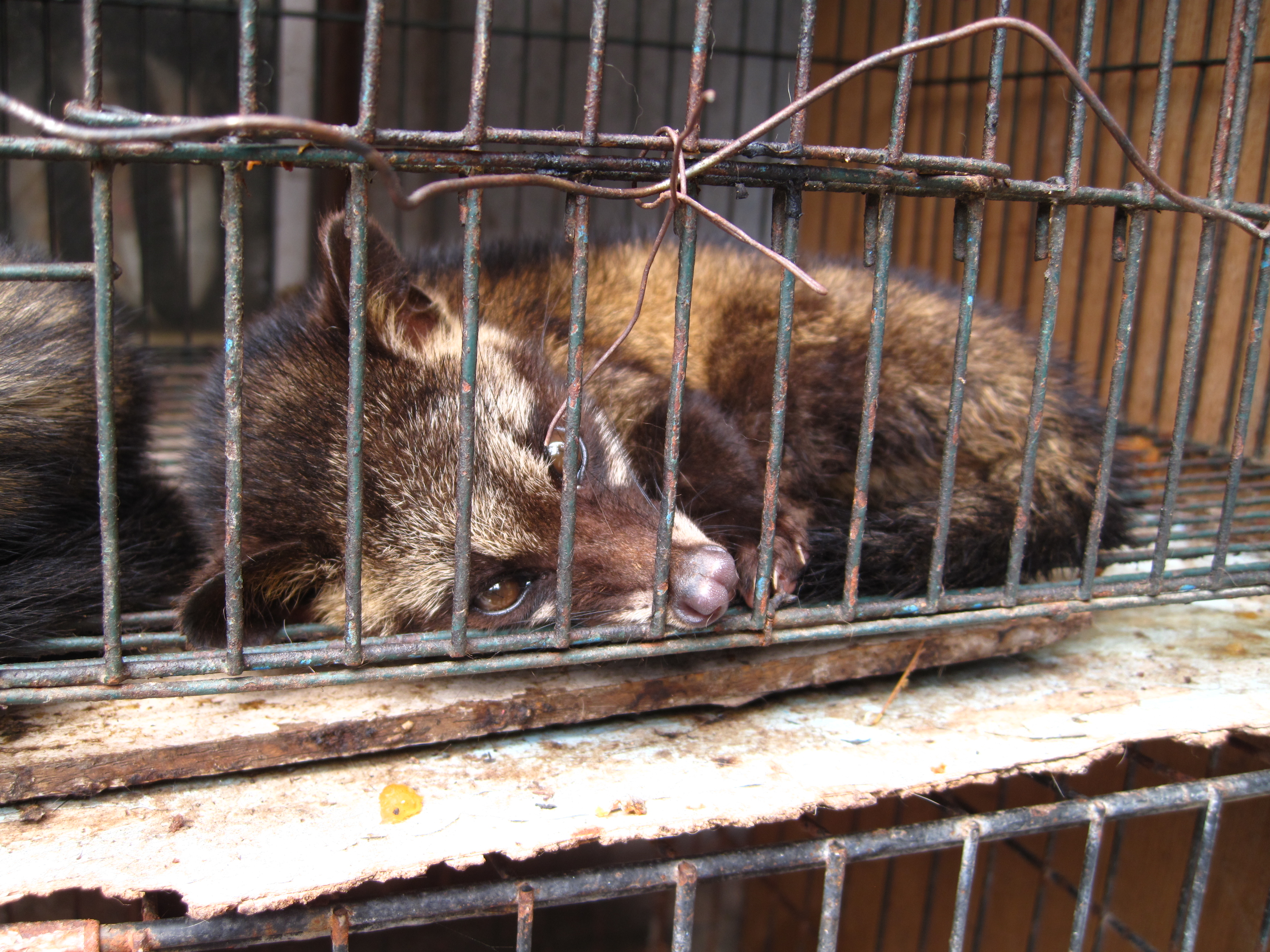
Fogságban tartott cibetmacska, melyet a Kopi Luwak kávé előállításához használnak

## Állattenyésztés
Az erdőgazdaságban való állattenyésztés az erdei állatok, általában őzek, szarvasok (rén-, jávor-, gím-, dámszarvas), vaddisznók hasznosításával foglalkozik. Ezeket az állatokat szőrzetükért, agancsukért, agyarukért tartják vagy trófeát készítenek belőlük. Egyes természetvédők azzal érvelnek, hogy a vadon élő állatok tenyésztése megvédheti a veszélyeztetett fajokat a kihalástól azáltal, hogy csökkenti a vadállatok populációira nehezedő nyomást, amelyeket gyakran húsukért orvvadásznak. Mások viszont azt állítják, hogy a természetvédelmi erőfeszítések többségére káros lehet az erdei állatokra nézve. 
Az amerikai nyércet 130 éve művelik prémre az Amerikai Egyesült Államokban, bár a prém iránti belföldi kereslet az 1980-as évek végére gyorsan csökkenni kezdett. Az állatok prémes gazdaságokban történő eutanizálásának módszereit, mint minden gazdaságban, az Amerikai Állatorvosi Szövetség eutanáziáról szóló jelentése részletezi, amelyet iránymutatásként használnak az állami mezőgazdasági minisztériumok számára, amelyek joghatósággal rendelkeznek a háziasított állatokat, köztük a nyércet is nevelő valamennyi gazdaság felett. Az Egyesült Államokban a vörös róka tenyésztése körülbelül 10 államban történik. Kanada tízszer annyi rókaprémet termel, mint az USA. 
Egyes afrikai közösségek a bozóthúsra támaszkodnak, hogy megszerezzék az egészséghez és a túléléshez szükséges állati fehérje napi mennyiségét. Gyakran előfordul, hogy a bozóthúst nem kezelik óvatosan, ami a betegségek terjedését okozza. A vadon élő állatok tenyésztése csökkentheti a betegségek terjedését azáltal, hogy az afrikai közösségeket megfelelően feldolgozott bozóthússal látja el. A vadon élő állatokkal és növényekkel kapcsolatos gazdálkodás összefügg a zoonózisos betegségek megjelenésével, mint például a SARS-járvány, amely azóta összefüggésbe hozható a cibetmacska tenyésztésével.
Az elmúlt években Dél-Afrikában hatalmas növekedés tapasztalható a vadgazdálkodásban, ami számos problémához vezetett a szabályozás hiánya miatt. Ez 33 vadon élő faj haszonállattá való átsorolásához vezetett. A COVID-19 világjárvány következtében Kínában körülbelül 20 000 vadasparkot zártak be. Az előző években a kínai kormány támogatta és ösztönözte a vadon élő állatok gazdálkodási iparának fejlődését, amelyet 2017-ben 520 milliárd zsenminpinek, azaz 57 milliárd fontnak értékeltek.

## Fordítás
- Ez a szócikk részben vagy egészben  a   Forest farming című angol Wikipédia-szócikk fordításán alapul.  Az eredeti cikk szerkesztőit annak laptörténete sorolja fel. Ez a jelzés csupán a megfogalmazás eredetét és a szerzői jogokat jelzi, nem szolgál a cikkben szereplő információk forrásmegjelöléseként.
- Ez a szócikk részben vagy egészben  a   Wildlife farming című angol Wikipédia-szócikk fordításán alapul.  Az eredeti cikk szerkesztőit annak laptörténete sorolja fel. Ez a jelzés csupán a megfogalmazás eredetét és a szerzői jogokat jelzi, nem szolgál a cikkben szereplő információk forrásmegjelöléseként.
- Ez a szócikk részben vagy egészben  a   Fur farming című angol Wikipédia-szócikk fordításán alapul.  Az eredeti cikk szerkesztőit annak laptörténete sorolja fel. Ez a jelzés csupán a megfogalmazás eredetét és a szerzői jogokat jelzi, nem szolgál a cikkben szereplő információk forrásmegjelöléseként.